# 東錫拉丘茲 (紐約州)
東錫拉丘茲（英語：East Syracuse）是位於美國紐約州奧農達加縣的村。

## 人口
根據2020年美國人口普查的數據，東錫拉丘茲的面積為4.04平方千米，皆為陸地。當地共有人口3078人，而人口密度為每平方千米762人。